# Impasse Gunther
L'impasse Gunther  est une voie sans issue de Strasbourg, située dans le quartier de la Krutenau. 

## Localisation et accès
On y accède par un passage sous le no 4 du quai des Bateliers, face au musée historique de Strasbourg et à l'impasse de la Grande-Boucherie. En venant de la place du Corbeau, c'est la première impasse donnant sur le quai, après la rue des Couples. 

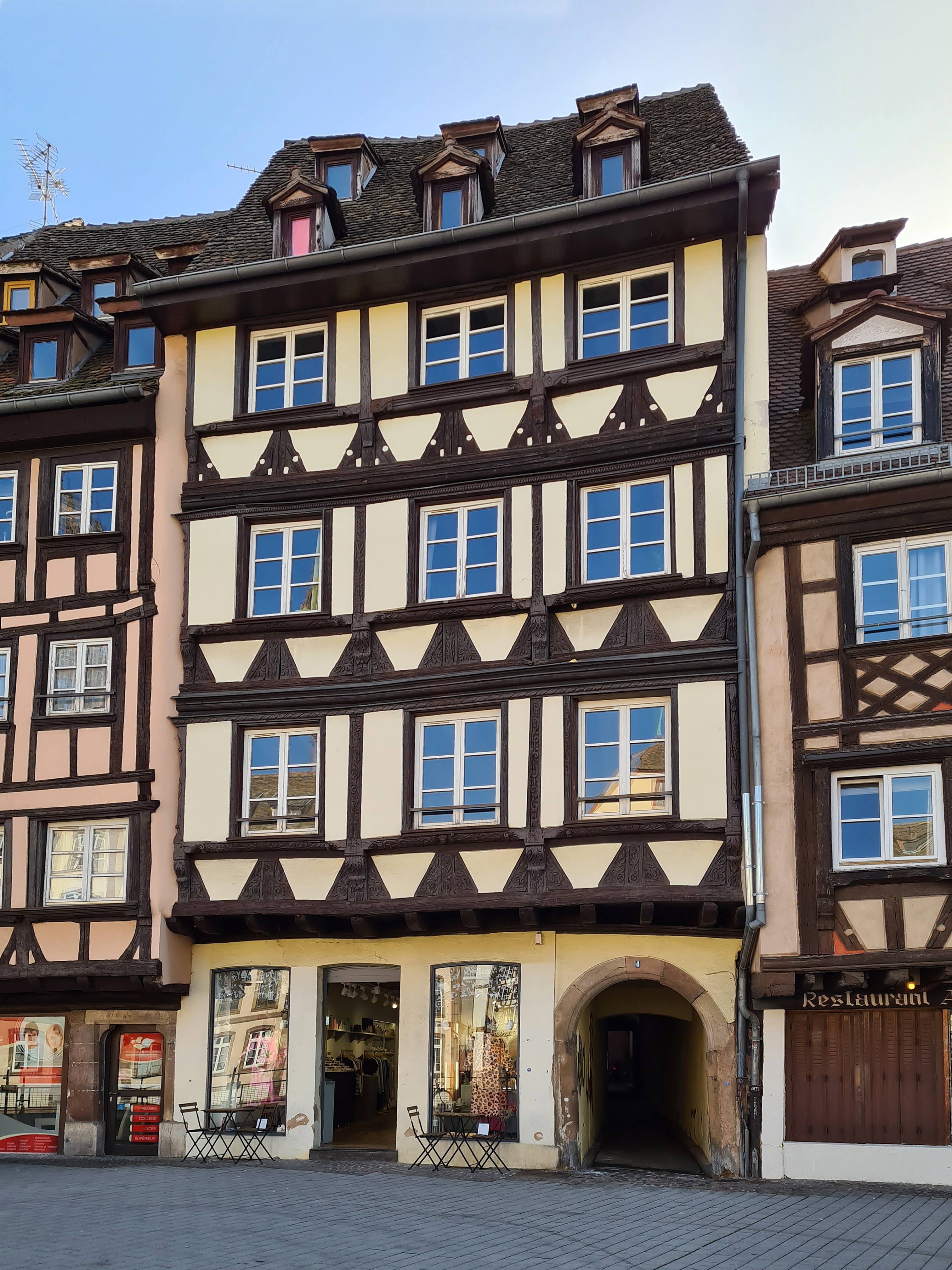
Le no 4 du quai des Bateliers.
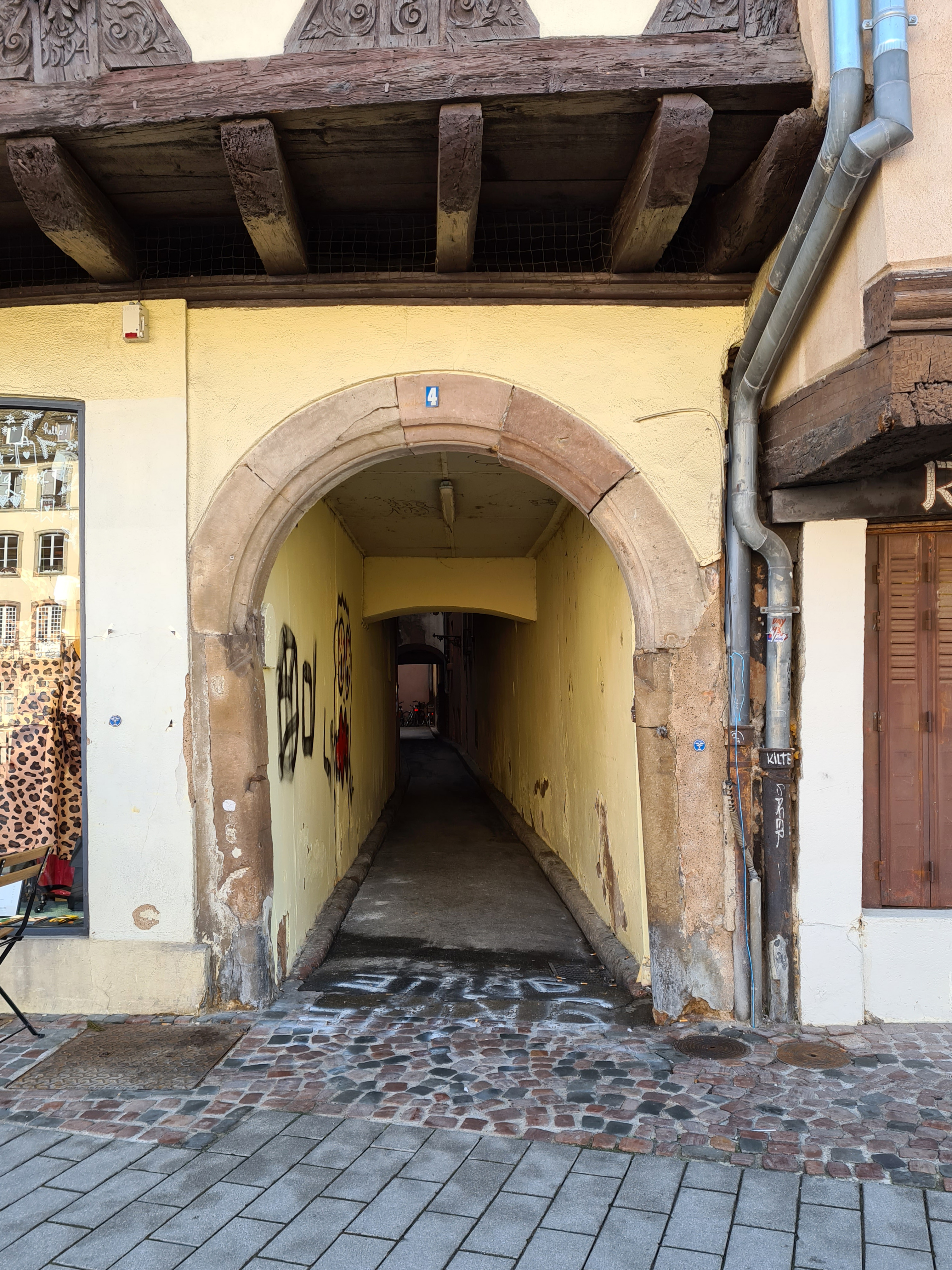
Entrée du passage.
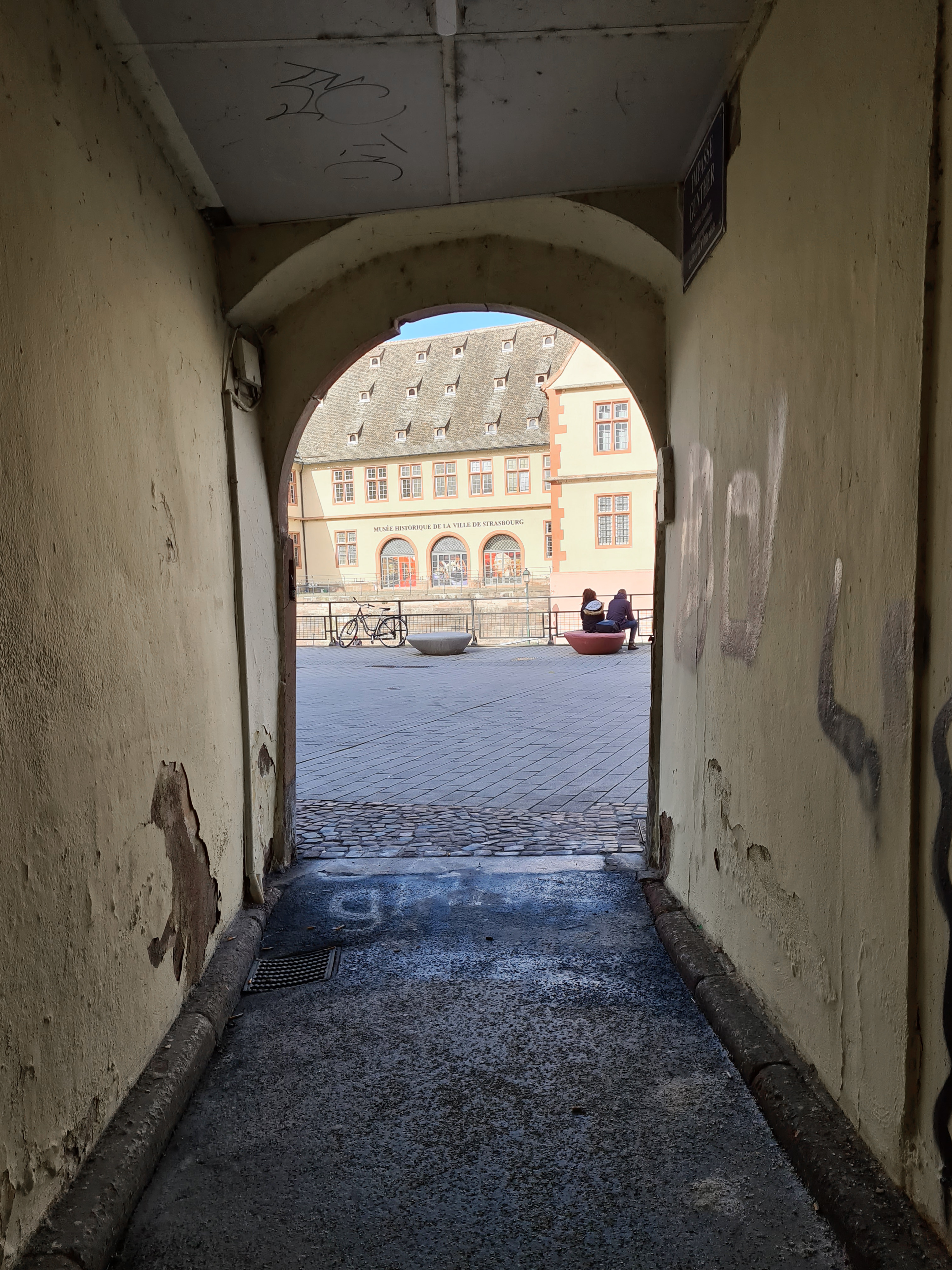
Sortie vers le quai des Bateliers et le musée historique.

## Origine du nom et histoire

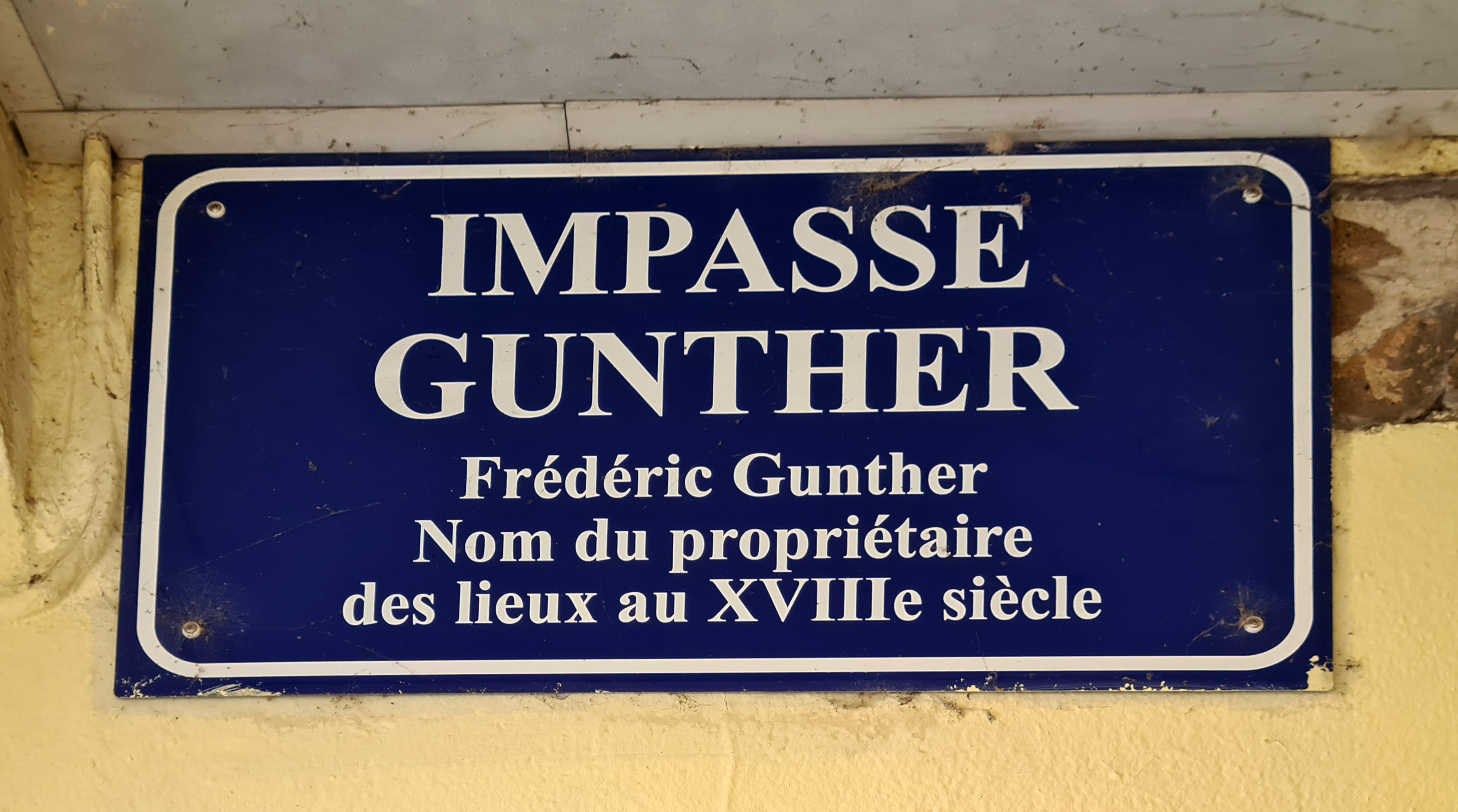
Plaque.

Comme le rappelle une plaque apposée à l'entrée, son nom rend hommage à Frédéric Gunther, propriétaire du no 3 à la fin du XVIIIe siècle .
Au fil des siècles, la voie a porté les noms suivants : Bömelinsgesselin (1405), Heinrich Oettelgesselin (1536), Vogelgesselin (1580), Kindergässel (1784), Baumöhlgässlein (1786), Langengässel (XVIIIe siècle), rue de Günther ou de l'Huile d'olive (1786), rue de la Vigne (1794).
En 1849 elle prend le nom d'« impasse Gunther », qu'on retrouve en 1918 et depuis 1945, après un renommage en Günthergässchen pendant l'occupation allemande, en 1872 et 1940.

## Bâtiments remarquables
Les maisons qui bordent l'impasse à l'ouest (côté droit) s'ouvrent sur la rue des Couples. Seules les maisons du côté est (côté gauche) prennent leur entrée dans l'impasse Gunther.

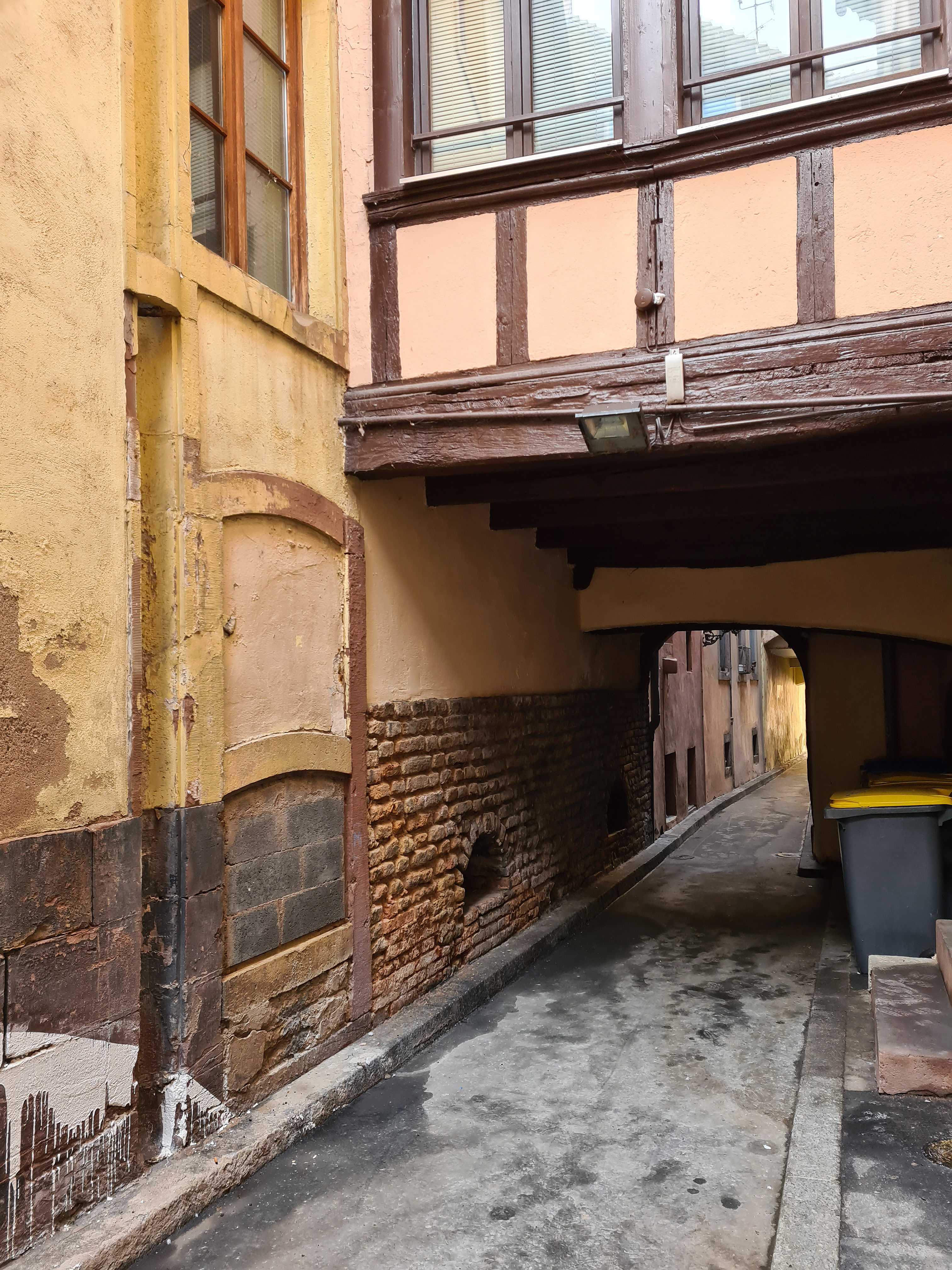
Porte murée à l'ouest.
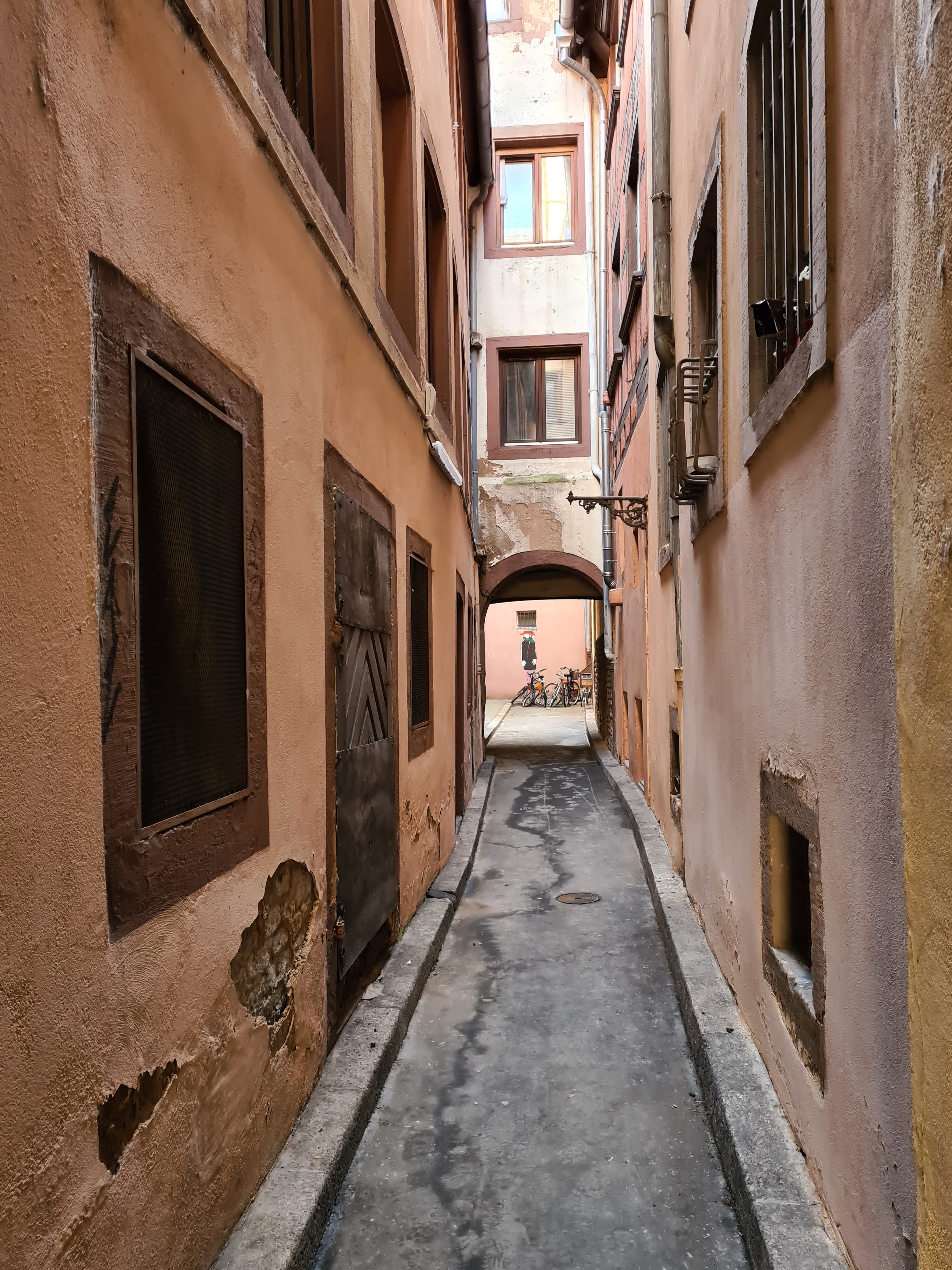
Accès à l'est.
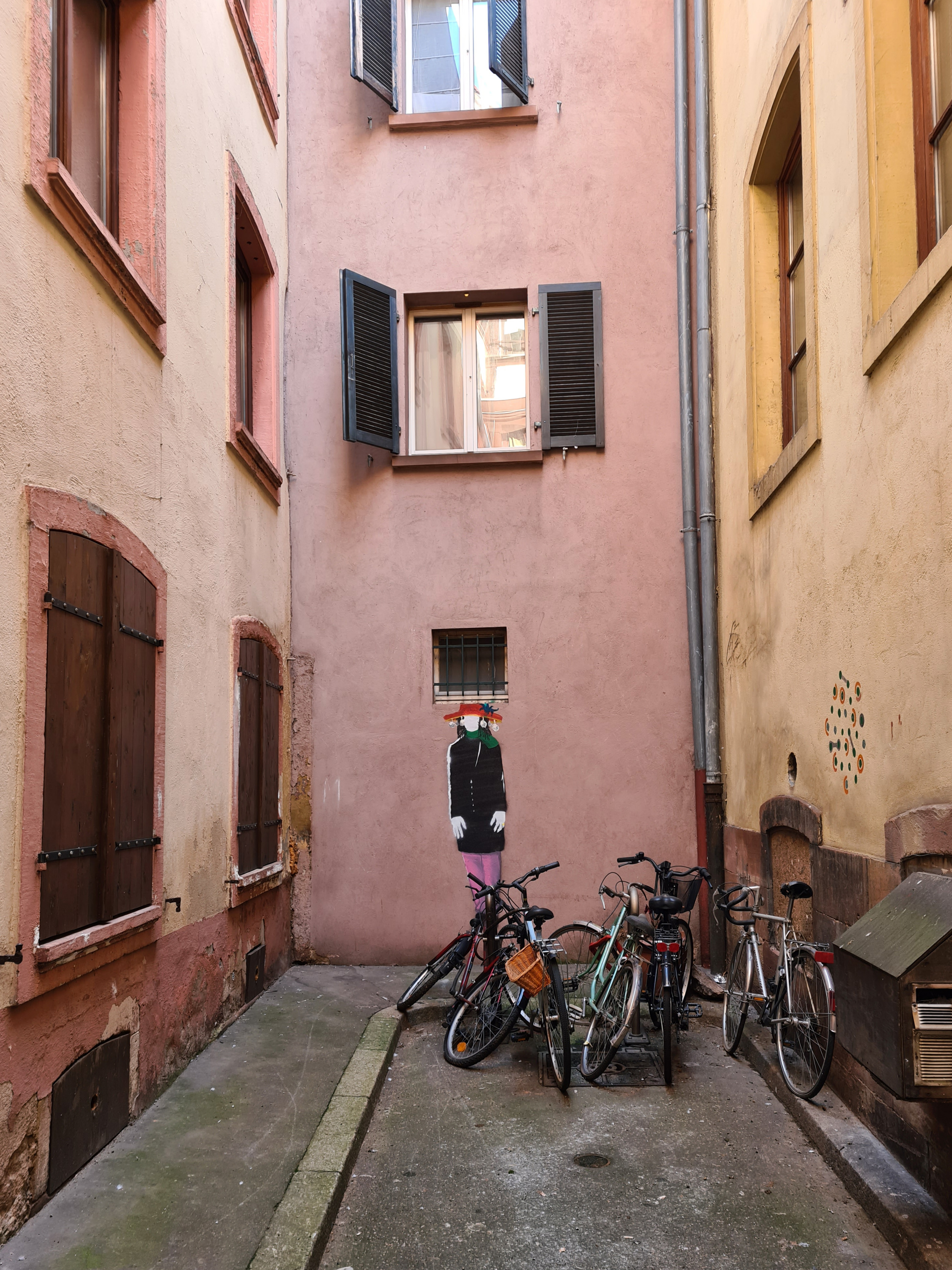
Fond de l'impasse.